# كهف لين هارا
كهف لين هارا هو الكهف الرئيسي لنظام الكهوف المنعزلة في منطقة لوتيم في الطرف الشرقي لتيمور الشرقية، بالقرب من قرية توتوالا. البعض الآخر هم إيل كيري كير وجريمالاي. قدم لين هارا دليلاً على أن البشر احتلوا تيمور منذ 35.000 سنة على الأقل قبل الميلاد، وبالتالي فهو دليل على أن البشر عبروا مياه والاسيا بين العصر الحديث الأقرب سوندا وساهول.